# Електростатика
Електростатиката е дял от физиката, разглеждащ взаимодействията между постоянно електрическо поле и заредени частици.

## Статично електричество
Всички тела се състоят от голям брой градивни частици – атоми и молекули. Молекулите от своя страна са съставени от два или повече атома. Всеки атом има положително заредено ядро, около което се движат отрицателно заредените електрони.
Атомите се състоят от еднакъв брой положителни и отрицателни носители на електрически заряди, поради което те са неутрални.
Когато се разхождаме по пода, който е покрит с мокет, и след това докоснем металната дръжка на вратата, често прескача малка искра. Ако натрием гребен или химикалка с парче кожа, виждаме как започват да привличат малки късчета хартия — казваме, че са наелектризирани. Част от електроните от коженото парче са отишли в гребена (или химикалката). По този начин върху гребена има повече електрони — той се наелектризира отрицателно, а върху кожата има по-малко електрони – тя се наелектризира положително.
Светкавиците се дължат на бързото преминаване на електрични заряди от един облак към друг или от облак към земята.

## Сила на Кулон
Най-важният закон в електростатиката е Законът на Кулон, описващ взаимодействието на два електрични заряда Q1 и Q2:
{\displaystyle {\vec {F}}={\frac {Q_{1}Q_{2}}{4\pi \varepsilon _{o}r^{2}}}{\hat {r}}}
където r е разстоянието между зарядите, {\displaystyle \varepsilon _{o}} е константа определена от диелектричната проницаемост на вакуума, а {\displaystyle {\hat {r}}} е единичният вектор, сочещ от единия към другия заряд.

## Електрично поле
Интензитетът на електричното поле, което се създава от заряд Q1, е по определение силата, която би действала на пробен заряд, разделена на големината на пробния заряд. От израза за Кулоновата сила следва:
{\displaystyle {\vec {E}}={\frac {Q_{1}}{4\pi \varepsilon _{o}r^{2}}}{\hat {r}}}

## Потенциал на електрическото поле
За да могат да се прилагат законите на електростатиката, е необходимо да можем да приложим електростатичното приближение. Електростатичното приближение е вярно, само ако електричното поле, което се разглежда, е консервативно, т.е.:
{\displaystyle {\vec {\nabla }}\times {\vec {E}}=0}
Съгласно закона на Фарадей от това следва, че близо до електричното поле не следва да има и променливо с времето магнитно поле, т.е.
{\displaystyle {\frac {\partial B}{\partial t}}=0}
С други думи, за да можем да прилагаме законите на електростатиката, не е необходимо отсъствието на магнитно поле, нито е необходимо зарядите да са неподвижни. За да могат да се прилагат законите на електростатиката, трябва електричното и магнитното поле да не се променят с времето.
След като електричното поле е консервативно, то на него може да се припише потенциал:
{\displaystyle {\vec {E}}=-{\vec {\nabla }}\phi }

## Теорема на Гаус
Теоремата на Гаус гласи, че „потокът на електричното поле E през затворена повърхност S е равен на алгебричната сума на зарядите, намиращи се в тази затворена повърхност, разделена на {\displaystyle \varepsilon _{o}}“ или:
{\displaystyle \Phi ={\frac {1}{\varepsilon _{o}}}\sum _{i=1}^{\infty }q_{i}}
След като потокът по определение е равен на:
{\displaystyle \Phi =\oint _{S}{\vec {E}}\cdot \mathrm {d} {\vec {S}}}, то теоремата на Гаус в интегрална форма се записва:
{\displaystyle \oint _{S}{\vec {E}}\cdot \mathrm {d} {\vec {S}}={\frac {1}{\varepsilon _{o}}}\sum _{i=1}^{\infty }q_{i}}
Еквивалентът на Теоремата на Гаус в локална форма се записва:
{\displaystyle \nabla \cdot {\vec {E}}={\frac {\rho }{\varepsilon _{o}}}}, където {\displaystyle \rho } е плътността на зарядите.

## Уравнение на Поасон
Ако локалната форма на Теоремата на Гаус се комбинира с определението за потенциала на електричното поле, се получава:
{\displaystyle \nabla \cdot (-\nabla \phi )=\Delta \phi =-{\frac {\rho }{\varepsilon _{o}}}}, където {\displaystyle \Delta \phi } е лапласиана на {\displaystyle \phi }

## Уравнение на Лаплас
Ако разглеждаме уравнението на Поасон в област от пространството, в която няма електрични заряди ({\displaystyle \rho =0}), получаваме:
{\displaystyle \Delta \phi =0}